# ドゥーム・パトロール (テレビドラマ)
『ドゥーム・パトロール』（Doom Patrol）は、ジェレミー・カーヴァーが手掛けたアメリカ合衆国のスーパーヒーロードラマシリーズ。

## 概要
このシリーズは、2019年2月15日にDCエクステンデッド・ユニバースストリーミングサービスで独占公開された。第2シーズンはDC UniverseとHBO Maxの両方で放映され、2つのストリーミングサービスは2020年6月25日に同時にエピソードをリリースした。HBO Maxで独占リリースされた第3シーズンは、2021年9月23日に初公開された。2021年10月、シリーズは第4シーズンに更新され、2022年12月8日に初公開された。2023年1月、第4シーズンが最終シーズンであることが発表され、2023年11月9日に終了した。
日本では、第1シーズンが2021年7月27日にU-NEXTで独占配信された。

## キャスト
※括弧内は日本語吹替。
- エリック・モーデン / Mr.ノーバディ：アラン・テュディック（高木渉）
- クリフ・スティール / ロボットマン：ブレンダン・フレイザー（黒田崇矢）
- ラリー・トレイナー / ネガティブマン：マット・ボマー（高橋広樹）
- リタ・ファー / エラスティ・ウーマン：エイプリル・ボウルビー（魏涼子）
- クレイジー・ジェーン：ダイアン・ゲレーロ（潘めぐみ）
- ビクター・ストーン / サイボーグ：ジョイヴァン・ウェイド（沢城千春）
- ローラ・デ・ミル / マダム・ルージュ〈S3～4〉：ミシェル・ゴメス
- ナイルズ・コールダー / チーフ：ティモシー・ダルトン（佐々木勝彦）
- エリオット・パターソン：テッド・サザーランド（石毛翔弥）
- フレックス・メンタロ〈S1〜2〉：デヴァン・チャンドラー・ロング（星智也）
- ミランダ〈S2〜〉：サマンサ・マリー・ウェア（三木晶）
- サイラス・ストーン：フィル・モリス（平林剛）
- ネガティブマン：クランシー・ブラウン

## スタッフ
- 字幕翻訳：池田美和子、石塚香
- 吹替翻訳：遠藤美紀、高橋有紀